# Liaoning
För örlogsfartyget med samma namn, se Liaoning (hangarfartyg).
Liaoning (fil), mellan 1907 och 1929 benämnt Fengtian, är en provins i södra Manchuriet i nordöstra Kina.

## Geografi
Liaoning omfattar främst Liaodonghalvön och den bördiga slätten kring nedre Liao He och andra floder. Provinsen begränsas av berg i öster och väster. Jordbruket domineras av odling av främst sojabönor, ris, raps och durra.

## Näringsliv
Liaoning är ett av Kinas mest industrialiserade områden med stora tillgångar av kol, olja och naturgas i synnerhet på Liaohes oljefält. Andra näringar är jordbruk (majs, sojabönor och frukt är viktigaste jordbruksprodukter) och fiske (provinsen är en av landets främsta vad gäller saltvattensfisk och skaldjur).
Sedan den japanska ockupationen 1933-45 har Liaoning haft en stor och tung industrisektor, vilket gjort provinsen till kärnan i det som kallas det manchuriska "rostbältet". Provinsens viktigaste industrinäringar är verkstadsindustrin, metallindustrin, livsmedelsindustri och petrokemisk industri.

## Historia

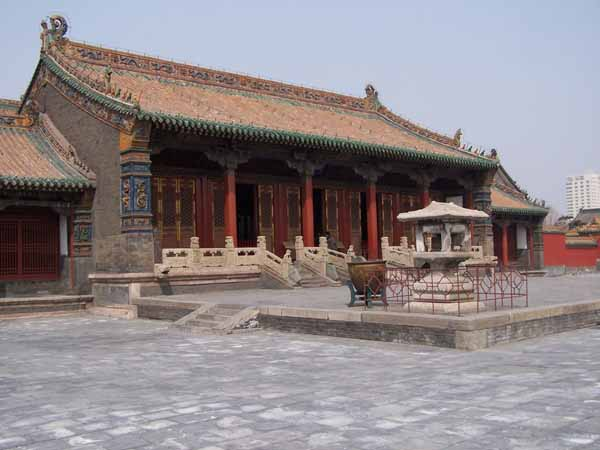
Mukdenpalatset i Shenyang.

Namnet på provinsen går tillbaka till Liaodynastin, som styrde området 907–1125. Området kontrollerades senare av Jindynastin och därefter Yuandynastin. Mingimperiet tog kontroll över provinsen 1371, bara ett par år sedan mongolerna fördrivits från det egentliga Kina. Provinsens namn betyder "pacificering av Liaodynastin".
I början av 1600-talet erövrades Liaoning stegvis av jurchen-hövdingen Nurhaci, som här grundade den "sena Jindynastin" med huvudstad i Shenyang, vilken döptes om till Mukden. Hans son och efterträdare Hung Taiji omorganiserade dynastin under namnet Qing och kallade sitt folk för manchuer.
När Qing erövrade det egentliga Kina 1644 flyttades huvudstaden till Peking. Liaoning, som då kallades Fengtian (kinesiska: 奉天?, pinyin: Fèngtiān), behöll dock sin särställning inom det nya riket och styrdes av en egen militärledd administration. Mukden förblev en andra huvudstad i dynastin och det gamla Mukdenpalatset hölls i gott skick. Till skillnad från övriga Manchuriet hade Fengtian en blandad befolkning med både manchuer och hankineser och hade mycket tätare kontakter med resten av Kina.
I samband med att Manchuriet utsattes för hårt tryck utifrån från Ryska imperiet ombildades Fengtian till en reguljär provins 1876. Efter Qingdynastins nederlag i det första kinesisk-japanska kriget 1895 avstod Qing Liaodonghalvön till Japan, men Japan tvingades återlämna ön till Qing sedan Frankrike, Tyskland och Ryssland intervenerat. Kort därefter tvingade Ryssland Kina att arrendera Kwantung-området till Ryssland.
I samband med att Japan vann det rysk-japanska kriget 1904-05 vann japanerna kontrollen över den viktiga Sydmanchuriska järnvägen och Kwantung, som blev en stödjepunkt för japanska intressen i provinsen.

Liaoning-provinsens utbredning under Manchukuo och Republiken Kina.

Efter Xinhairevolutionen 1911 blev Fengtian en skådeplats för stridigheter mellan olika krigsherrar och vid början på 1920-talet framstod krigsherren Zhang Zuolin som Manchuriets starke man och kontrollerade resten av regionen från sitt högkvarter i Liaoning fram till sin död 1928. Året därpå döptes Fengtian om till sitt nuvarande namn Liaoning.
1931 ockuperade den japanska Kwantung-armén hela Manchuriet inklusive Liaoning, som döptes om till Fengtian, och etablerade den japanska lydstaten Manchukuo. Istället för att förlägga Manchukuos regering i Qingdynastins gamla huvudstad Shenyang, vilket kejsar Puyi hoppats, inrättades Manchukuos huvudstad i den mer nordliga staden Changchun.
Efter Japans nederlag i det andra kinesisk-japanska kriget 1945 blev Liaoning åter en provins i Kina med Shenyang som huvudstad.
1969, under kulturrevolutionen, utökades provinsens territorium med Chifeng, som avsöndrats från Inre Mongoliet, där en intensiv politisk kamp mellan olika fraktioner pågick. 1979 återfick Inre Mongoliet detta territorium tillsammans med andra regioner man förlorat till andra provinser.

## Administrativ indelning
| Karta | Nr       | Namn     | Kinesiska    | Pinyin      | Centralort            | Typ |
| ----- | -------- | -------- | ------------ | ----------- | --------------------- | --- |
|       |          |          |              |             |                       |     |
| 1     | Shenyang | 沈阳市   | Shěnyáng shì | Shenhe      | Subprovinsiell stad   |     |
| 2     | Dalian   | 大连市   | Dàlián shì   | Xigang      | Subprovinsiell stad   |     |
| 3     | Anshan   | 鞍山市   | Ānshān shì   | Tiedong     | Stad på prefekturnivå |     |
| 4     | Benxi    | 本溪市   | Běnxī shì    | Pingshan    | Stad på prefekturnivå |     |
| 5     | Chaoyang | 朝阳市   | Cháoyáng shì | Shuangta    | Stad på prefekturnivå |     |
| 6     | Dandong  | 丹东市   | Dāndōng shì  | Zhenxing    | Stad på prefekturnivå |     |
| 7     | Fushun   | 抚顺市   | Fǔshùn shì   | Shuncheng   | Stad på prefekturnivå |     |
| 8     | Fuxin    | 阜新市   | Fùxīn shì    | Haizhou     | Stad på prefekturnivå |     |
| 9     | Huludao  | 葫芦岛市 | Húludǎo shì  | Longgang    | Stad på prefekturnivå |     |
| 10    | Jinzhou  | 锦州市   | Jǐnzhōu shì  | Taihe       | Stad på prefekturnivå |     |
| 11    | Liaoyang | 辽阳市   | Liáoyáng shì | Baita       | Stad på prefekturnivå |     |
| 12    | Panjin   | 盘锦市   | Pánjǐn shì   | Xinglongtai | Stad på prefekturnivå |     |
| 13    | Tieling  | 铁岭市   | Tiělǐng shì  | Yinzhou     | Stad på prefekturnivå |     |
| 14    | Yingkou  | 营口市   | Yíngkǒu shì  | Zhanqian    | Stad på prefekturnivå |     |

## Politik
Den politiska makten i Liaoning utövas officiellt av provinsens folkregering, som leds av den regionala folkkongressen och guvernören i provinsen. Dessutom finns det en regional politiskt rådgivande konferens, som motsvarar Kinesiska folkets politiskt rådgivande konferens och främst har ceremoniella funktioner. Provinsens guvernör sedan 2015 är Chen Qiufa.
I praktiken utövar dock den regionala avdelningen av Kinas kommunistiska parti den avgörande makten i Liaoning och partisekreteraren i regionen har högre rang i partihierarkin än guvernören. Sedan 2015 heter partisekreteraren Li Xi.